# 우셀루스
우셀루스(Usellus, 사르데냐어: Usèddus; 라틴어: Uselis 또는 Usellis)는 이탈리아 사르데냐 주 오리스타노도에 있는 도시, 코무네 (지방 자치체)이자 옛 교구이다.
우셀루스는 다음 코무네와 접한다: 알바자라, 알레스, 곤노스노, 모고렐라, 빌라베르데, 빌라우르바나.

## 역사
우셀루스는 사르데냐 내륙에 위치하며, 서쪽 해안의 오리스타노만에서 약 25 킬로미터 (16 mi) 떨어져 있으며, 포룸 트라야니(현대 포르동지아누스)에서 남쪽으로 같은 거리에 있다. 그 이름은 안토니누스 여정기에는 나와 있지 않으며, 이를 언급한 유일한 고대 저자는 클라우디오스 프톨레마이오스로, Οὔ세λλις라는 이름으로 언급했지만, 그가 이 섬의 서쪽 해안에 잘못 배치했다: 그러나 현존하는 유적과 이름의 연속성은 그 실제 위치에 대한 의심을 남기지 않는다. 현대 알레스 시에서 북동쪽으로 약 5 km (3.1 mi) 떨어져 있다.
프톨레마이오스는 이곳을 콜로니아라고 불렀는데, 이는 기원후 158년의 청동판 비문(마르쿠스 아리스티우스 발비누스가 자신과 상속인들을 위해 도시의 후원자 지위를 수락했음을 명시한 후원자 표)에 이 장소가 콜로니아 율리아 아우구스타 우셀리스라고 언급된 것으로 확인된다. 따라서 콜로니는 아우구스투스 치하에서 설립되었을 가능성이 높지만, 플리니우스는 자신의 시대(서기 79년, 따라서 아우구스투스 통치 이후)에 사르데냐에 유일한 콜로니가 투리스 리비소니스(현대 포르토 토레스)였다고 주장한다. 시민권은 아우구스투스에게서 얻었을 수도 있다.

## 주요 명소
- 산타 레파라타 교회의 유적이 보존되어 있다.[9] 이곳은 고대 도시의 유적지이며, 다양한 유물이 발견되었다.[8]